# Brachymeria croceogastralis
Brachymeria croceogastralis är en stekelart som beskrevs av Joseph, Narendran och Joy 1972. Brachymeria croceogastralis ingår i släktet Brachymeria och familjen bredlårsteklar. Inga underarter finns listade.